# Los últimos días
Ultimele zile (titlu original: Los últimos días) este un film SF spaniol thriller post-apocaliptic din 2013 regizat de David Pastor și Àlex Pastor. În rolurile principale joacă actorii José Coronado, Marta Etura și Quim Gutiérrez.

## Prezentare
O epidemie ciudată de agorafobie se răspândește în toată lumea în aprilie 2013 și mare pare a umaniății moare imediat datorită fricii iraționale în fața spațiilor deschise. În timp ce haosul tronează Barcelona, toți supraviețuitorii rămân blocați în locuințele lor, în gurile de metrou sau de canalizare. Dar Marc trebuie să o găsească pe prietena sa Julia, de care nu mai știe nimic de când nu a mai avut curaj să părăsească birourile în care lucra...

## Distribuție
- Quim Gutiérrez ca Marc.
- José Coronado ca Enrique.
- Marta Etura ca Julia.
- Leticia Dolera ca Andrea.
- Iván Massagué ca Lucas.
- Pere Ventura ca Rovira.
- Lluis Soler ca vecinul.